# I'LL BE THERE-この空の果てまでも-
『I'LL BE THERE-この空の果てまでも-』（アイル・ビー・ゼア このそらのはてまでも）は、1998年2月25日に発売された、山根康広9枚目のシングル。発売元は東芝EMI。

## 概要
日本クラウンからの移籍第1弾、1年7か月ぶりのシングルは、アルバム『ONE MOMENT』からの先行シングルとなった。

## 収録曲
全曲共通　作詞・作曲・編曲：山根康広　
1. I'LL BE THERE-この空の果てまでも-
2. GOAL LINE
3. I'LL BE THERE-この空の果てまでも-（オリジナル・カラオケ）
4. GOAL LINE（オリジナル・カラオケ）